# Понтий Телезин
По́нтий Телези́н (лат. Pontius Telesinus; умер 2 ноября 82 года до н. э.) — италийский военный деятель, предводитель самнитов во время войны между сулланской и марианской партиями в Древнем Риме. С его именем связана последняя попытка самнитов завоевать независимость. Преномен Понтия неизвестен; возможно, источники рассказывают о двух братьях Понтиях Телезинах, один из которых командовал самнитами, а другой участвовал в обороне Пренесте от войск Суллы.

## Биография

### Происхождение и Союзническая война
Род Понтиев занимал лидирующие позиции у самнитов с IV века до н. э. Так, Гай Понтий возглавлял армию этого племени в битве в Кавдинском ущелье. Антиковед Франсуа Инар называет Телезина потомком этого Понтия; когномен Телезин указывает на город Телесия как место рождения.
По словам Веллея Патеркула, Телезин был «в высшей степени мужественным, воинственным и столь же враждебным римскому имени человеком». Он упоминается в источниках как один из «наиболее знаменитых полководцев», возглавлявших италиков во время Союзнической войны, и командир в этой войне самнитов и луканов, но в списке преторов италиков, который приводит Аппиан, его нет. Телезин выдвинулся на первые позиции после гибели Квинта Попедия Силона. Его разбил римский полководец Гай Норбан, но окончательно самниты так и не были разгромлены: в условиях гражданской распри в Риме и затем власти слабой марианской партии они сохраняли относительную независимость на части своей исконной территории.
В гражданскую войну 83 — 82 годов Телезин вступил уже как «опытный воин, испытанный в тяжёлых боях».

### Гражданская война
Когда Сулла высадился в Южной Италии в 83 году, самниты заняли выжидательную позицию. Благодаря этому Сулла смог пройти через Самний без боя. Ещё на границе между Апулией и Луканией, согласно мемуарам самого диктатора, ему встретился раб «некоего Понтия, одержимого божественным наитием, и сказал, что его устами Беллона возвещает Сулле успех и победу в этой войне, но если тот не поторопится, сгорит Капитолий». Это предсказание якобы сбылось точно в указанный день, 6 июля того же года. Многие исследователи полагают, что под Понтием имеется в виду Понтий Телезин; таким образом Сулла мог намекать уже по окончании войны на причастность самнитов к поджогу, чтобы оправдать свои репрессии против них.
Первое упоминание о самнитах в рядах одной из сражавшихся армий той войны относится к началу 82 года до н. э., когда Сулла, разбив Гая Мария Младшего при Сакрипорте, захватил множество пленных. Оказавшихся в их числе самнитов он приказал перебить. После ряда новых побед сулланцев Понтий Телезин открыто поддержал марианскую партию, при которой он мог рассчитывать на сохранение относительной независимости Самния. Согласно Флору, Понтий вместе с луканцем Марком Лампонием разграбил Этрурию и Кампанию так, как это не делали в своё время даже Пирр и Ганнибал.
Затем Телезин, Лампоний и капуанец Гутта собрали 70-тысячную армию и двинули её на Пренесте, на помощь осаждённому там Суллой Марию Младшему. Это наступление не удалось, так как сулланцы заняли единственный горный проход на пути.
Позже (в конце октября 82 года) Понтий Телезин во главе 40-тысячного войска предпринял ещё одну попытку деблокировать Пренесте. Оказавшись между армиями Суллы и Гнея Помпея, он поменял направление и двинулся по Соляной дороге на Рим, планируя разрушить город. Одновременно на Рим двигались и остатки армии Гнея Папирия Карбона. Этот поход мог быть как жестом отчаяния (в Риме армия Телезина оказывалась отрезанной от путей возможного отхода), так и стратегическим манёвром, рассчитанным на то, что Сулла оставит удобные для обороны позиции в горах и будет вынужден дать бой на равнине, где у многочисленной армии италиков и марианцев были шансы на победу, а Марий сможет, наконец, прорвать ослабленную блокаду Пренесте.

### Битва у Коллинских ворот
У стен Рима самниты и луканцы отбили вылазку отряда аристократической конницы. В городе уже началась паника, когда подошла армия Суллы, оставившая свои неприступные позиции для спасения Рима.
Перед сражением с врагом, преградившим ему путь у Коллинских ворот, Телезин сказал в своём обращении к войску: «Никогда не будут истреблены волки, похитители свободы Италии, пока не будет вырублен лес, в котором они имеют обыкновение скрываться». В упорном бою войска антисулланской коалиции смогли обратить в бегство левый фланг противника, так что некоторые из бежавших даже достигли лагеря Офеллы с известием о полном разгроме. Уже ночью битва закончилась полной победой Суллы.
Телезин был тяжело ранен в бою, и на следующий день его нашли «полуживым, но по выражению лица он более походил на победителя, чем на побежденного». Остаётся неясным, был ли он добит или умер от ран; известно только, что его голову Сулла отправил к войску, осаждавшему Пренесте, и её пронесли вокруг города на острие меча, чтобы деморализовать защитников. О Телезине как командующем у Коллинских ворот сообщает также Флор.

### В Пренесте
Некоторые источники называют человека по имени Понтий Телезин среди защитников Пренесте. Когда жители города решили сдаться Сулле, Телезин вместе с Гаем Марием скрылся в подземных ходах. Там он задушил Мария по его просьбе, либо они, видя, что спасения нет, договорились убить друг друга мечами, но Марий оказался более яростным и быстрым и убил Телезина, ослабив «вблизи своего тела руку пронзённого товарища».
Веллей Патеркул пишет, что товарищем Гая Мария в его последние часы был младший брат Телезина. Это единственный источник, сообщающий и о командовании Телезина над самнитской армией, и об обстоятельствах смерти Гая Мария.

## Память
В польских хрониках существует легенда о бегстве ряда знатных италийцев в I веке до н. э. в Литву. На этой легенде основана часть родословной дворянского рода Потёмкиных: «А поведение того рода из государства Римского ис королевства Неаполитанского ис княжества по древнему наречению Самницкого… от князя самницкого Понциуша Телезина… Дал он, князь Понциуш, сроднику своему Понциушу ж… город Потенцию… на устье реки Потенции. И с того времени нача он зватися и при нём будучи ево сродники Потемтины, а по словенски Потемкины… Сродники их, отбыв из владетельства своего, жили в Полской земле и были в честях и даны им были от королей полских маетности великие».
Понтий Телезин действует в романах Милия Езерского «Марий и Сулла» и Колин Маккалоу «Фавориты Фортуны».